# Eurostar
 Тази статия е за международната високоскоростна пътническа железопътна услуга, свързваща Белгия, Франция, Германия, Нидерландия и Обединеното кралство.  За други значения вижте Eurostar (пояснение).
Eurostar е международна високоскоростна железопътна услуга в Западна Европа, свързваща Белгия, Франция, Германия, Нидерландия и Обединеното кралство.
Услугата се управлява от Eurostar Group, която е създадена от сливането на Eurostar, експлоатираща влакове през тунела под Ламанша до Обединеното кралство, и Thalys, която оперира в Западна Европа. Операторът проучва възможностите за бъдещо разширяване на мрежата и има за цел да удвои броя на пътниците до 2030 г.

## История
През 1988 г. започва строителството на Евротунела, който е официално открит през май 1994 г. Влакът Eurostar извършва първото си пътуване на 14 ноември 1994 г. от гара Лондон Ватерло. От 14 ноември 2007 г. влаковете тръгват от друга лондонска гара – Сейнт Панкрас. Първоначално крайните гари са били „Северната гара“ (Париж), „Южната гара“ (Брюксел) и гара „Лил-Европа“ (Лил). По-късно са открити маршрути до Амстердам, Ротердам, Антверпен и Кьолн.
До 2001 г. броят на пътниците достига 7 милиона. През 2003 г. е открита високоскоростната линия High Speed 1 между Лондон и Евротунела, по която влакът Eurostar поставя рекорд за скорост от 334,7 km/h за влакове в Обединеното кралство.
Редовният високоскоростен пътнически маршрут на Eurostar от Париж до Лондон през Ламанша е открит на 14 ноември 2007 г. От 17 ноември с.г. ежедневно се движат 7 влака от Лондон до Париж (490 km) и 5 влака от Лондон до Брюксел (320 km).
През декември 2009 г. 4 влака Eurostar с 2000 пътници засядат в тунела в продължение на 16 часа.
През септември 2010 г. е създадена компанията Eurostar International Limited, която обединява френския, белгийския и британския влакови оператори на Eurostar; нейни акционери са френската SNCF (55%), белгийската NMBS/SNCB (5%) и британската London and Continental Railways (40%). През същата година е направена поръчка за 10 влака Eurostar e320, произведени от Siemens Velaro; преди това са използвани само 27 влака, произведени от френската компания Alstom. Експлоатацията на влаковете e320 започва през ноември 2014 г. През 2014 г. за първи път в историята на компанията са превозени общо над 10 милиона пътници. През 2015 г. правителството на Обединеното кралство (което контролира London and Continental Railways) продава 40-процентния си дял в Eurostar International на консорциум от канадския пенсионен фонд Caisse de Depot et Placement du Quebec (CDPQ) и британската инвестиционна компания Hermes Infrastructure. Директни превози от Лондон до Амстердам стартират през октомври 2020 г.
През 2019 г. е обявено сливането на Eurostar с Thalys, като сделката е одобрена от Европейската комисия през 2022 г., когато е създадена компанията Eurostar Group със седалище в Брюксел, чийто основен акционер остава френската SNCF, която преди това държи мажоритарен дял и в двете компании. Сливането разширява маршрутната мрежа на Eurostar до Германия.

## Подвижен състав
Електрическият влак (тип мотриса) серия 373 (британска класификация, TGV TMST френска класификация) е специално проектиран за експлоатация в железопътната мрежа Eurostar. Влакът Eurostar по същество представлява удължен TGV, адаптиран за експлоатация в Обединеното кралство и Евротунела. Разликите включват по-малък обем на вагоните, за да отговарят на британския стандарт за размерите на железопътния подвижен състав, произведени в Обединеното кралство асинхронни тягови двигатели и подобрена система за потушаване на пожари в случай на пожар в тунела.
В британската класификация TOPS влакът носи означението Class 373 EMU. По време на проектирането си влакът е наричан TransManche Super Train. Влакът е проектиран от GEC-Alsthom (понастоящем Alstom) в заводите му в Ла Рошел (Франция), Белфор (Франция) и Бирмингам (Англия), като експлоатацията му започва през 1993 г.
Съществуват два вида влакови композиции: Eurostar Three Capitals се състои от два главни вагона и осемнадесет пътнически вагона с две допълнителни моторизирани талиги; Eurostar North of London се състои от 14 пътнически вагона. И двата вида влакове се състоят от по две половини, които са разделени (несъчленени) по средата, което означава, че в случай на повреда или извънредна ситуация в Евротунела едната половина на влака може да се отдели, за да напусне тунела самостоятелно. Всяка половина на влака има свой собствен номер.
Следните железопътни компании поръчват общо 38 пълни влака и един резервен главен вагон: 16 влака са закупени от SNCF, 4 – от NMBS/SNCB (белгийски железопътен оператор) и 18 – от British Rail, от които 7 са от типа North of London. След приватизацията на British Rail влаковете са поети от London & Continental Railways.
Всички влакове Eurostar са три- или четирисистемни и са адаптирани да се движат по линиите LGV, задвижвани с променлив ток (включително линията на Евротунела и стандартните линии в Обединеното кралство), белгийските линии, задвижвани с постоянен ток, и британските системи с трета релса, разпространени в южната част на страната. Третият тип захранване става излишен, когато през 2007 г. е завършена линията между Лондон и Евротунела. Влаковете TGV Three Capitals, които са собственост на SNCF, също поддържат захранване с постоянен ток от 1,5 kV.
Трите влака на SNCF се използват само във Франция и понастоящем са боядисани в обичайната сребристо-синя схема на TGV. Влаковете Eurostar North of London никога не са били използвани за международни превози: те превозват пътници от Лондон до градове на север от столицата, но понастоящем тези превози не са рентабилни, тъй като британските превозвачи се съгласяват да намалят цените на билетите. Някои от влаковете са дадени на лизинг на Great North Eastern Railway за пътнически превози по линията White Rose между Лондон и Лийдс и са боядисани в тъмносините цветове на GNER. Лизингът изтича през декември 2005 г. и влаковете Eurostar са заменени.

## Постигнати рекорди
Тунелът под Ламанша, който се използва от Eurostar, е рекордьор по дължина на подводния участък сред всички тунели в света, и е третият най-дълъг железопътен тунел (след тунела Сейкан и тунела Готард) в света.
На 30 юли 2003 г. влак Eurostar поставя нов британски рекорд за скорост от 334,7 km/h на първия участък от високоскоростната железница High Speed 1 между тунела под Ламанша, и разклона Fawkham в Северен Кент, два месеца преди да започнат да функционират официалните обществени услуги.
На 16 май 2006 г. Eurostar поставя нов рекорд за най-дълго високоскоростно пътуване без прекъсване – 1421 km от Лондон до Кан за 7 часа и 25 минути.
На 4 септември 2007 г. един рекорден влак тръгва от Париж Норд в 10:44 ч. (09:44 ч. британско лятно време) и стига до лондонския Сейнт Панкрас Интернешънъл за 2 часа 3 минути и 39 секунди, превозващ журналисти и железопътни работници. Това рекордно пътуване е и първият пътнически влак, пристигнал на новата международна гара Сейнт Панкрас в Лондон. На 20 септември 2007 г. Eurostar чупи още един рекорд, когато завършва пътуването от Брюксел до Лондон за 1 час и 43 минути.